# Z13 Erich Koellner
Lo Z13 Erich Koellner fu un cacciatorpediniere della Kriegsmarine tedesca, tredicesima unità della classe Zerstörer 1934 ed entrato in servizio nel dicembre 1938.
Attiva durante la seconda guerra mondiale, l'unità operò nel Mare del Nord per poi prendere parte, nell'aprile 1940, alla campagna di Norvegia, finendo infine affondata dal fuoco di unità britanniche il 13 aprile 1940 durante la seconda battaglia navale di Narvik.

## Storia
Impostata a Kiel il 12 ottobre 1935 nei cantieri della Germaniawerft, l'unità fu varata il 18 marzo 1937 con il nome di Z13 Erich Koellner in onore del Kapitänleutnant Erich Koellner, ufficiale della Kaiserliche Marine ucciso in combattimento contro i britannici il 20 aprile 1918 durante la prima guerra mondiale; la nave entrò poi in servizio il 28 marzo 1939 agli ordini del Korvettenkapitän Alfred Schulze-Hinrichs.
In forza alla 8ª Flottiglia cacciatorpediniere, allo scoppio della seconda guerra mondiale nel settembre 1939 il Koellner stava ancora completando le prove in mare e non divenne completamente operativo fino alla fine dell'anno. Nella notte tra il 10 e l'11 gennaio 1940 il Koellner e gli altri due membri della sua flottiglia (Z8 Bruno Heinemann e Z9 Wolfgang Zenker) parteciparono a una missione di minamento offensivo al largo delle coste orientali dell'Inghilterra, stendendo un campo minato al largo di Cromer su cui andarono preduti, nei giorni seguenti, tre mercantili; una missione del tutto analoga fu ripetuta poi nella notte ra il 9 e il 10 febbraio seguente, quando le stesse tre unità depositarono mine nella zona dell'Haisborough Sands su cui andarono perduti altri tre mercantili.
Il 22 febbraio il Koellner partecipò con altri quattro cacciatorpediniere alla sfortunata operazione Wikinger, una sortita nel Mare del Nord per intercettare i pescherecci britannici che operavano nella zona del Dogger Bank: in rotta per l'area, la formazione tedesca fu prima bombardata per errore da un velivolo della Luftwaffe e poi incappò in un campo minato britannico, perdendo i cacciatorpediniere Z1 Leberecht Maass e Z3 Max Schultz.
Ai primi di aprile 1940 il Koellner fu destinato all'operazione Weserübung, l'invasione tedesca di Norvegia e Danimarca: unitamente a una flottiglia di altri nove cacciatorpediniere, l'unità avrebbe dovuto trasportare un contingente di truppe da montagna del Gebirgsjägerregiment 139 fino allo strategico porto di Narvik nel nord della Norvegia. Dopo un lungo viaggio attraverso il Mare del Nord, le unità tedesche penetrarono nel fiordo di Narvik la mattina del 9 aprile: i difensori norvegesi furono presi di sorpresa e sopraffatti dopo un breve combattimento, con il Koellner che supportò lo sbarco dei fanti di montagna a Elvegårdsmoen perché catturassero un locale deposito di armi dell'Esercito norvegese. Quasi a secco di carburante, il Koellner fu dislocato nel Herjangsfjord (il ramo settentrionale del fiordo di Narvik) in attesa di potersi rifornire dalle attese petroliere petroliere in viaggio per Narvik con il carburante necessario per il viaggio di ritorno; una delle due unità, tuttavia, fu intercettata dai norvegesi prima che potesse arrivare e questo contrattempo ritardò la partenza consentendo alla Royal Navy britannica di reagire: la mattina del 10 aprile una formazione di cinque cacciatorpediniere britannici penetrò nell'Ofotfjord e attaccò il porto di Narvik affondando due cacciatorpediniere tedeschi, per poi fuggire inseguita dalle restanti unità della Kriegsmarine. Il Koellner, privo di carburante, non partecipò all'azione.
Rifornito di carburante entro la mattina dell'11 aprile, il Koellner fu dislocato in funzione di picchetto all'imboccatura dell'Ofotfjord ma, nella notte tra l'11 e il 12 aprile, finì con l'arenarsi sul basso fondale del Ballangenfjord: con i locali caldaie 2 e 3, il deposito siluri e la sala radio allagati, il cacciatorpediniere fu dislocato all'imboccatura dell'Ofotfjord, in un'insenatura laterale, in posizione di difesa statica, scaricando anche parte dei suoi siluri per rifornire le unità gemelle. Il 13 aprile seguente i britannici ritornarono nel fiordo di Narvik con forze ben maggiori (la nave da battaglia HMS Warspite e nove cacciatorpediniere): il Koellner fu avvistato prematuramente dall'idrovolante da ricognizione catapultato dalla Warspite e si trovò ad affrontare le bordate sparate dai cacciatorpediniere britannici HMS Bedouin, HMS Eskimo, HMS Cossack e HMS Punjabi; ridotto ben presto a un relitto fumante, il Koellner fu evacuato dai superstiti dell'equipaggio e infine colato a picco dai grossi calibri della Warspite.